# 後置後驅

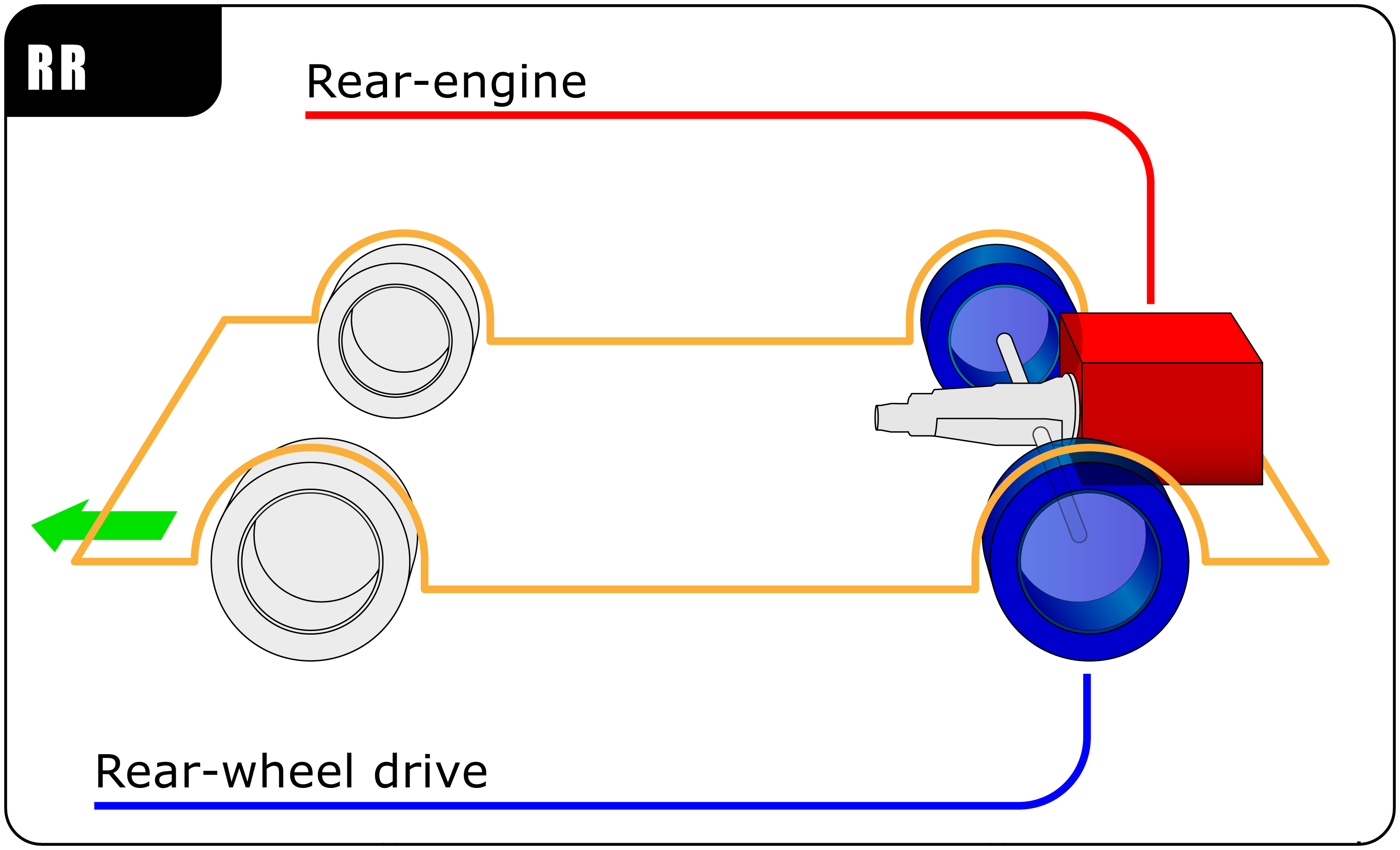
後置後驅

後置發動機，後輪驅動佈局（Rear-engine, Rear-wheel drive layout，縮寫RR），簡稱後置後驅，意指引擎放置在車尾，由後輪驅動整輛汽車的方式。

## 內燃機車
早期廣泛運用在微型車，例如福斯金龜車、菲亞特500等等，但是現代多運用在巴士上，而轎車已經很少使用。此方式的優點是結構緊湊，不需要沉重的傳動軸，而且也沒有複雜的前輪傳動兼驅動系統。缺點是因後軸負荷較大，在操控方面會發生與前置前驅相反的轉向過度。世界上採用此設置方式最出名的經典車款是保時捷911，其「甩尾」為車迷所津津樂道。

## 電動車
現在，一些電動車也用後置後驅的設計，包括三菱iMiEV、Tesla Model S 及Tesla Model Y 後驅版等。
電動機的重量及冷凍需求較少，因此較易使用後置設計。

## 缺點
由於引擎的位置位在後方，一旦發生事故時少了引擎作緩衝，大大增加司機和前座乘客的傷亡。同時也因軸負荷較大，在操控方面會發生與前置前驅相反的轉向過度。

## 參看
- 前輪驅動
- 後輪驅動
- 四輪驅動